# Pelidnota subandina
Pelidnota subandina es una especie de escarabajo del género Pelidnota, familia Scarabaeidae. Fue descrita científicamente por Ohaus en 1905.
Habita en Brasil, Ecuador y Perú.